# 夸美纽斯教堂
捷克弟兄会夸美纽斯教堂（Českobratrský evangelický chrám Jana Amose Komenského），俗称红教堂（Červený kostel），位于布尔诺中区北部边缘的夸美纽斯广场。它建于1867年，哥特式风格，红砖建筑，长45米，塔高50米。根据新教传统的规定，内部简洁朴素。为数不多的饰品之一是弗兰茨Schönthalera的雕塑作品。

## 历史
布尔诺的路德会信徒大多为德国移民，是布尔诺工厂的工人。他们的聚会所位于今天的胡斯街。
1861年二月宪法实施后，布尔诺的路德会信徒立即抓住机会，在第二年建立教堂。有10位著名奥地利建筑师参加设计，赢得项目的建筑师是海因里希·冯·费尔斯特。1863年9月7日教堂奠基。1867年正式开幕，命名为基督堂（Christuskirche）。路德会在今天的夸美纽斯广场获得一个显要的位置。路德会基督堂成为布尔诺环城路上的主要建筑。
1874年，“德国”路德会更名为联合教会，以容纳主要是捷克人的归正会，设有捷克语礼拜。但是，由于种族冲突，捷克新教徒会众在1878年离开，后来成为独立的教会，在pellicova街建立自己的伯利恒教堂。
1918年捷克斯洛伐克共和国成立后，捷克归正会加入捷克福音教会，而德国路德会加入德国福音教会。第二次世界大战后，从捷克斯洛伐克驱逐德国人，“红教堂”分配给捷克福音教会。